# يوم داروين
يوم داروين أو اليوم العالمي لداروين و يوافق الثاني عشر من شهر فبراير من كل عام، وهو تاريخ ميلاد تشارلز داروين ويحتفل باليوم حول العالم وفي المجتمعات العلمية بالذات لتخليد ذكرى تشارلز داروين وتسليط الضوء على إسهاماته الجليلة للعلم، ولترويج العلوم بصورة عامة. و قد بدأ الاحتفال بيوم داروين مباشرة بعد وفاته في 1882.

## تاريخ
الاحتفال بأعمال وإسهامات شارلس داروين كانت تتم بشكل متقطع منذ وفاته في 1882، عن 73 عاما . و كان المناسبات تقام في منزل داروين في داوني في ضواحي لندن الجنوبية حيث عاش داروين مع أسرته منذ 1842 حتى وفاة إما داروين في 1896 .
في 1909 اجتمع أكثر من 400 من العلماء ووجهاء المجتمع من 167 دولة في كامبريدج للاحتفال بإسهامات داروين ولمناقشة الاكتشافات الجديدة والنظريات المتعلقة بها التي تتنافس من أجل نيل القبول العلمي،